# Championnat d'Inde de football 2002-2003
Navigation
Saison suivante Saison suivante
La saison 2002-2003 du Championnat d'Inde de football est la septième édition du championnat national de première division indienne. Les douze meilleurs clubs du pays prennent part au championnat organisé par la fédération. Les équipes sont regroupées au sein d'une poule unique, où elles rencontrent leurs adversaires deux fois, à domicile et à l'extérieur. À l'issue du championnat, les deux derniers du classement sont relégués et remplacés par les deux meilleurs clubs de deuxième division.
C'est le club de Kingfisher East Bengal qui remporte la compétition après avoir terminé en tête du classement final, avec cinq points d'avance sur Salgaocar SC et six sur Vasco Sports Club. C'est le deuxième titre de champion d'Inde de l'histoire du club, après celui obtenu en 2001.
Une nouvelle réforme de la Ligue des champions de l'AFC a une conséquence directe sur les qualification continentale. Désormais, les clubs indiens prennent part à la Coupe de l'AFC, l'Inde ayant été classée comme pays en développement par l'AFC. De plus, avec le retour de la Coupe d'Inde après une interruption de deux ans, le vainqueur de la Coupe accompagne le champion en Coupe de l'AFC, et non plus le vice-champion, comme lors de la saison précédente.

## Les clubs participants
| - JCT Mills - Kingfisher East Bengal - Salgaocar SC - Vasco Sports Club - Indian Bank FC - Promu de D2 - Indian Telephone Industries SC | - Hindustan Aeronautics Limited SC - Dempo SC - Promu de D2 - Churchill Brothers SC - Mahindra United - Mohun Bagan - Tollygunge Agragami |

## Compétition
Le classement est établi sur le barème de points classique (victoire à 3 points, match nul à 1, défaite à 0).

### Classement
| Rang | Équipe                           | Pts | J  | G  | N | P  | Bp | Bc | Diff |
| ---- | -------------------------------- | --- | -- | -- | - | -- | -- | -- | ---- |
| 1    | Kingfisher East Bengal           | 49  | 22 | 15 | 4 | 3  | 44 | 22 | +22  |
| 2    | Salgaocar SC                     | 44  | 22 | 13 | 5 | 4  | 43 | 17 | +26  |
| 3    | Vasco Sports Club                | 43  | 22 | 12 | 7 | 3  | 40 | 21 | +19  |
| 4    | JCT Mills                        | 38  | 22 | 11 | 5 | 6  | 34 | 21 | +13  |
| 5    | Churchill Brothers SC            | 37  | 22 | 10 | 7 | 5  | 33 | 22 | +11  |
| 6    | Dempo SC P                       | 35  | 22 | 10 | 5 | 7  | 34 | 29 | +5   |
| 7    | Mohun Bagan T                    | 33  | 22 | 9  | 6 | 7  | 35 | 25 | +10  |
| 8    | Mahindra United C                | 26  | 22 | 7  | 5 | 10 | 27 | 30 | -3   |
| 9    | Tollygunge Agragami              | 23  | 22 | 6  | 5 | 11 | 29 | 38 | -9   |
| 10   | Indian Bank FC P                 | 20  | 22 | 6  | 2 | 14 | 31 | 53 | -22  |
| 11   | Hindustan Aeronautics Limited SC | 11  | 22 | 3  | 2 | 17 | 17 | 54 | -37  |
| 12   | Indian Telephone Industries SC   | 8   | 22 | 1  | 5 | 16 | 14 | 49 | -35  |

|  | Qualification pour la Coupe de l'AFC 2004                                        |
|  | Relégation directe en deuxième division                                          |
|  | T: Tenant du titre P: Promu de deuxième division C: Vainqueur de la Coupe d'Inde |

## Bilan de la saison
| Championnat d'Inde de football 2002-2003                        |                                   |
| Champion                                                        | Kingfisher East Bengal (2e titre) |
| Coupes et trophées                                              |                                   |
| Vainqueur de la Coupe d'Inde 2002-2003                          | Mahindra United                   |
| Qualifications continentales                                    |                                   |
| Coupe de l'AFC 2004                                             | Kingfisher East Bengal            |
| Coupe de l'AFC 2004                                             | Mahindra United                   |
| Promotions et relégations                                       |                                   |
| Promus en Championnat d'Inde de football                        | Sporting Clube do Goa             |
| Promus en Championnat d'Inde de football                        | Mohammedan SC                     |
| Relégués en Championnat d'Inde de football de deuxième division | Hindustan Aeronautics Limited SC  |
| Relégués en Championnat d'Inde de football de deuxième division | Indian Telephone Industries SC    |